# Anguilla dieffenbachii
Anguilla dieffenbachii, відомий також як Новозеландський довгоперий вугор (з англ. New Zealand longfin eel) — єдиний ендемічний прісноводний вугор Нової Зеландії.
Інші види вугрів знайдені в Новій Зеландії автохтонний Anguilla australis, який також знаходиться в Австралії, і недавно знайдений Anguilla reinhardtii.
Найпростіший спосіб для ідентифікації новозеландського довгоперого вугра є довжина його плавців: спинний плавець простирається далі вперед до голови, ніж анальний плавець. У короткоплавцевого вугра плавці подібної довжини.
Новозеландський довгоперий вугор класифікується як вид під загрозою зникнення.

## Вік і розміри
Дуже довгоживуча риба. Відомий випадок коли самиця досягла віку 106 років і ваги 24 кг. Новозеландський довгоперий вугор має найповільніший темп зростання серед будь-яких вугрів вивчених видів, що ростуть лише 1 — 2 сантиметри на рік.
Чоловічі і жіночі особини вугрів розрізняються по довжині і у віці, в якому вони мігрують. Чоловічі особи в середньому 666 мм, але доходять до 735 мм у довжину, середній вік 23 років (12 — 35 років). Жіночі особи значно більші, із середньою довжиною 1156 мм, але можуть коливатися від 737 до 1560 мм. Ці самки у віці від 20 до 60 років.

## Живлення

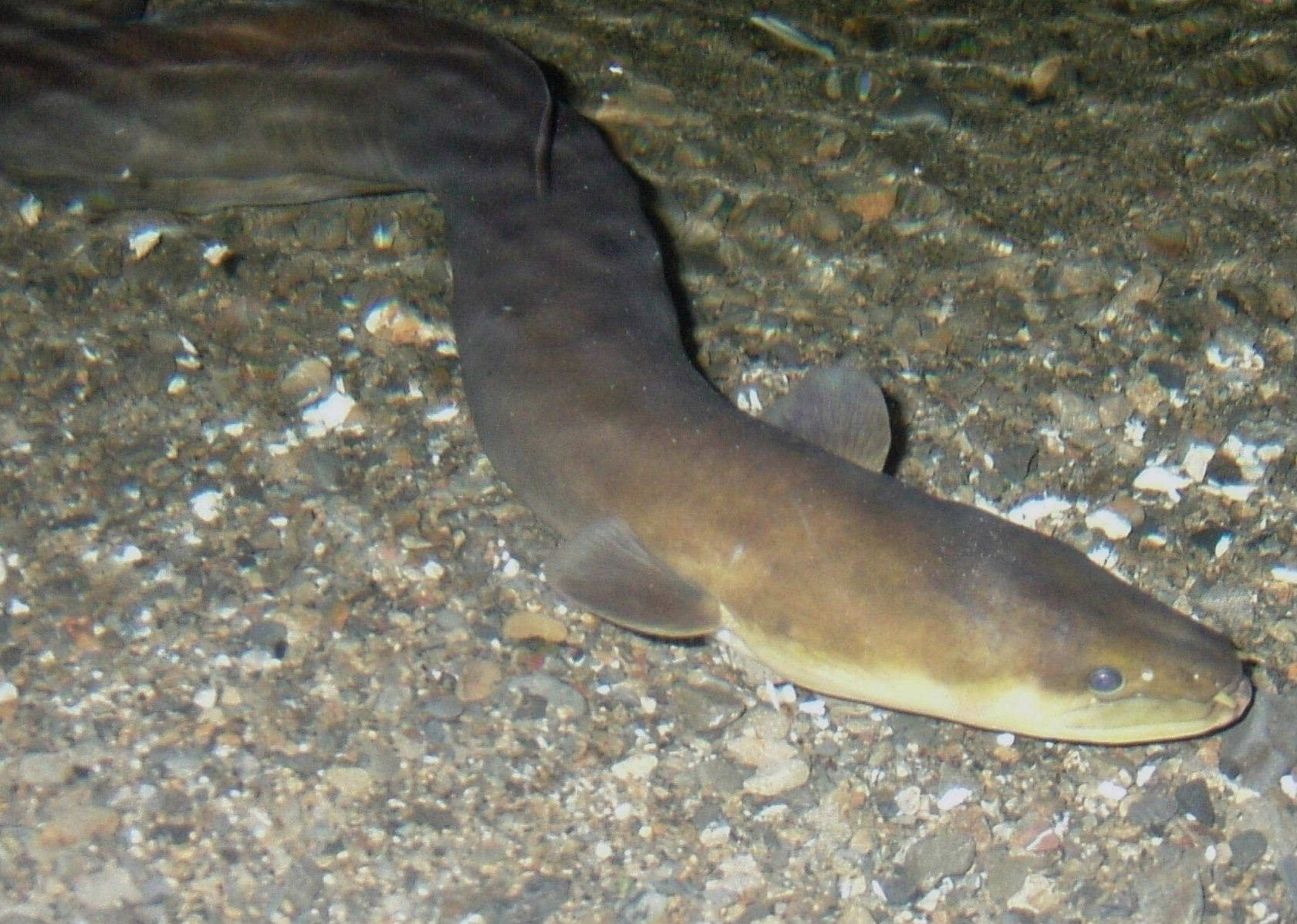

Anguilla dieffenbachii є всеїдним опортуністом. Раціон молодих вугрів в основному складається з комах і личинок. Коли вугрі доросішають, вони також харчуються дрібною рибою, включаючи форель.